# 生田竜聖
生田 竜聖（いくた りゅうせい、1988年〈昭和63年〉6月13日 - ）は、フジテレビのアナウンサー。

## 来歴
北海道室蘭市で生まれ、神奈川県で育つ。
兄は俳優の生田斗真。義姉は女優の清野菜名。
中央大学附属高等学校、中央大学法学部を卒業。大学時代は、会社法を学んでいた。
フジテレビ・テレビ朝日のアナウンサー職に内定し、2011年フジテレビ入社。同期には竹内友佳、三田友梨佳（2023年3月末日退社）。
2012年12月25日、同社の先輩アナウンサーである秋元優里との結婚がフジテレビより発表された。
2016年11月、秋元との別居が報じられた。秋元は11月20日放送の『ワイドナショー』にて、別居が事実である事、離婚についても協議中であると述べた。
2018年4月、離婚成立。親権の行方や養育費、慰謝料の有無などは不明。
2021年3月29日から『めざましテレビ』の3代目男性総合司会（メインキャスター）に就任。上司である三宅正治と後輩の井上清華（いずれもフジテレビアナウンサー）と共同で担当する。『めざましテレビ』の男性総合司会（メインキャスター）が2人体制になるのは1994年の番組スタート以来初めてのことである。
2022年4月9日から『めざましどようび』の4代目男性総合司会（メインキャスター）に就任。上司の西山喜久恵（フジテレビアナウンサー）と2016年4月から平日版でお天気キャスターを歴任した阿部華也子（タレント）と共同で担当する。なお、現在務めている『めざましテレビ』の男性総合司会（メインキャスター）とは兼務の形をとる（ただし、金曜は不在）。
2024年5月15日に更新した自身のInstagramにて一般人女性と再婚したことを発表。

## 人物
- 中学時代は剣道部所属で、初段を取得している。
- 入社試験では兄の名前を伏せて臨んだが、最終面接で発覚した[2]。
- 兄の斗真とは、2012年3月16日放送の『森田一義アワー 笑っていいとも!』でテレビ初共演を果たす[15]。同年10月には、斗真主演の『遅咲きのヒマワリ〜ボクの人生、リニューアル〜』（フジテレビドラマ）の第1話にゲスト出演し、斗真演じる主人公の弟役を演じた[16]。以降も『めざましテレビ』で度々共演している。
- 2017年10月27日放送のトーク番組『A-Studio』（TBS）に斗真がゲスト出演した際には事前取材を受け、写真ではあるが同番組に出演し、兄弟のエピソードが紹介された[17]。以後も、斗真がNHK・日本テレビの番組に出演する際に間接的な出演をしている。
- 俳優の鈴木勝吾とは高校時代の同級生である。
- 同僚のフジテレビ女性アナウンサーを度々物真似することがある（三上真奈など[18][19]）。
- 2020年6月、兄の斗真が女優・清野菜名と結婚した際には『めざましテレビ』にて自らそのニュースを読み上げ、「私のもとにもお祝いの言葉、たくさん頂戴しまして自分のことのように本当にうれしく思っております。この場をお借りして兄に代わってお礼を申し上げます。ありがとうございます」と祝福した[20]。

- 仲の良い同局アナウンサーが多い（中村光宏や榎並大二郎、酒主義久など）。

## 出演番組
レギュラー出演番組・キャスター名（地上波）
| 期間 | 期間    | 月曜日                                                         | 火曜日                                                   | 水曜日                                 | 木曜日                                                                | 金曜日                                                                | 土曜日                                                                 | 日曜日                                  |
| --- | ------- | -------------------------------------------------------------- | -------------------------------------------------------- | -------------------------------------- | --------------------------------------------------------------------- | --------------------------------------------------------------------- | ---------------------------------------------------------------------- | --------------------------------------- |
| 2011.10 | 2011.11 | （なし）                                                       | めざましテレビ 『ココ調』リポーター                      | （なし）                               | （なし）                                                              | 笑っていいとも! テレフォンアナウンサー                                | （なし）                                                               | （なし）                                |
| 2011.12 | 2011.12 | （なし）                                                       | めざましテレビ 『ココ調』リポーター                      | （なし）                               | めざましテレビ 『ココ調』リポーター1                                  | 笑っていいとも! テレフォンアナウンサー                                | （なし）                                                               | （なし）                                |
| 2012.1 | 2012.2  | めざましテレビ 『ココ調』リポーター1                           | めざましテレビ 『ココ調』リポーター                      | （なし）                               | （なし）                                                              | 笑っていいとも! テレフォンアナウンサー                                | （なし）                                                               | （なし）                                |
| 2012.3 | 2012.3  | めざましテレビ 『ココ調』リポーター1                           | めざましテレビ 『ココ調』リポーター                      | （なし）                               | （なし）                                                              | 笑っていいとも! テレフォンアナウンサー                                | めざましどようびメガ コーナー担当                                      | （なし）                                |
| 2012.4 | 2012.6  | めざましテレビ 『ココ調』リポーター1                           | ノンストップ! プレゼンター                               | （なし）                               | ノンストップ! プレゼンター                                            | 笑っていいとも! テレフォンアナウンサー                                | （なし）                                                               | （なし）                                |
| 2012.7 | 2012.9  | めざましテレビ 『ココ調』リポーター1                           | ノンストップ! プレゼンター                               | （なし）                               | ノンストップ! プレゼンター                                            | 笑っていいとも! テレフォンアナウンサー                                | （なし）                                                               | FNNレインボー発 キャスター              |
| 2012.10 | 2013.3  | めざましテレビ 『ココ調』リポーター1                           | （なし）                                                 | （なし）                               | ノンストップ! プレゼンター                                            | 笑っていいとも! テレフォンアナウンサー                                | （なし）                                                               | FNNレインボー発 キャスター              |
| 2013.4 | 2013.9  | めざましテレビ 『ココ調』リポーター1                           | （なし）                                                 | 笑っていいとも! テレフォンアナウンサー | （なし）                                                              | （なし）                                                              | （なし）                                                               | FNNレインボー発 キャスター              |
| 2013.10 | 2014.3  | めざましテレビ 『ココ調』リポーター1                           | （なし）                                                 | （なし）                               | （なし）                                                              | （なし）                                                              | （なし）                                                               | FNNレインボー発 キャスター              |
| 2014.4 | 2014.6  | めざましテレビ 『ココ調』リポーター1                           | （なし）                                                 | （なし）                               | （なし）                                                              | （なし）                                                              | めざましどようび 情報キャスター                                        | （なし）                                |
| 2014.7 | 2014.9  | めざましテレビ 『ココ調』リポーターFNN NEWS Pick Up キャスター | FNN NEWS Pick Up キャスター                              | FNN NEWS Pick Up キャスター            | FNN NEWS Pick Up キャスター                                           | FNN NEWS Pick Up キャスター                                           | めざましどようび 情報キャスター                                        | （なし）                                |
| 2014.10 | 2015.3  | （なし）                                                       | （なし）                                                 | （なし）                               | （なし）                                                              | めざましテレビ 『ココ調』リポーター                                   | めざましどようび 情報キャスタースーパーニュースWeekend サブキャスター2 | スーパーニュースWeekend サブキャスター2 |
| 2015.4 | 2015.9  | （なし）                                                       | （なし）                                                 | （なし）                               | （なし）                                                              | めざましテレビ 『ココ調』リポーター                                   | めざましどようび 情報キャスターみんなのニュースWeekend サブキャスター2 | みんなのニュースWeekend サブキャスター2 |
| 2015.10 | 2016.3  | （なし）                                                       | めざましテレビ 『ココ調』リポーター                      | （なし）                               | （なし）                                                              | （なし）                                                              | めざましどようび 情報キャスターみんなのニュースWeekend サブキャスター2 | みんなのニュースWeekend サブキャスター2 |
| 2016.4 | 2016.9  | めざましテレビ 情報キャスター3                                 | めざましテレビ 情報キャスター3                           | めざましテレビ 情報キャスター3         | めざましテレビ 情報キャスター3                                        | めざましテレビ 情報キャスター3                                        | （なし）                                                               | （なし）                                |
| 2016.9 | 2017.3  | めざましテレビ 情報キャスター3ノンストップ! プレゼンター       | めざましテレビ 情報キャスター3ノンストップ! プレゼンター | めざましテレビ 情報キャスター3         | めざましテレビ 情報キャスター3                                        | めざましテレビ 情報キャスター3                                        | （なし）                                                               | （なし）                                |
| 2017.4 | 2017.9  | めざましテレビ 情報キャスター3ノンストップ! プレゼンター       | めざましテレビ 情報キャスター3ノンストップ! プレゼンター | めざましテレビ 情報キャスター3         | めざましテレビ 情報キャスター3めざましテレビアクア ニュースキャスター | めざましテレビ 情報キャスター3めざましテレビアクア ニュースキャスター | （なし）                                                               | （なし）                                |
| 2017.10 | 2018.9  | めざましテレビ 情報キャスター3ノンストップ! プレゼンター       | めざましテレビ 情報キャスター3ノンストップ! プレゼンター | めざましテレビ 情報キャスター3         | めざましテレビ 情報キャスター3                                        | めざましテレビ 情報キャスター3                                        | （なし）                                                               | （なし）                                |
| 2018.10 | 2019.3  | めざましテレビ 情報キャスター3ノンストップ! プレゼンター       | めざましテレビ 情報キャスター3                           | めざましテレビ 情報キャスター3         | めざましテレビ 情報キャスター3                                        | めざましテレビ 情報キャスター3                                        | （なし）                                                               | （なし）                                |
| 2019.4 | 2021.3  | めざましテレビ 情報キャスター3                                 | めざましテレビ 情報キャスター3                           | めざましテレビ 情報キャスター3         | めざましテレビ 情報キャスター3                                        | めざましテレビ 情報キャスター3                                        | （なし）                                                               | （なし）                                |
| 2021.4 | 2022.3  | めざましテレビ 総合司会4                                       | めざましテレビ 総合司会4                                 | めざましテレビ 総合司会4               | めざましテレビ 総合司会4                                              | めざましテレビ 総合司会4                                              | （なし）                                                               | （なし）                                |
| 2022.4 | 現在    | めざましテレビ 総合司会4・5                                    | めざましテレビ 総合司会4・5                              | めざましテレビ 総合司会4・5            | めざましテレビ 総合司会4・5                                           | （なし）                                                              | めざましどようび 総合司会6                                             | （なし）                                |
| 備考 - 12012年3月まで、病気療養中の大塚範一の代行を伊藤利尋が、伊藤の代行を倉田大誠が担当し、生田は倉田の後任として、高橋真麻と交代で担当。 - 2松村未央と共同で担当。 - 3三宅正治が不在時は総合司会（代行）を担当。 - 4三宅→伊藤利尋・井上清華と共同で担当。 - 5三宅→伊藤が不在時は金曜日も出演。また軽部の不在時は、一度だけ金曜日のエンタメコーナーを担当。三宅の卒業日は金曜日であるが、普段のポジションで出演。 - 6平日版との総合司会二刀流は歴代初。西山喜久恵・阿部華也子と共同で担当。 |         |                                                                |                                                          |                                        |                                                                       |                                                                       |                                                                        |                                         |

### その他
- ジャニーズカウントダウンライブ (2011年度 - )
  - 前説を担当
- HEY!HEY!HEY!（中継出演、2011年7月18日）
- めざましテレビ
  - OH!めざめエンタBUZZ → OH!めざめエンタRANKiNG（2016年4月4日 - ）- 兄である生田斗真に関する話題を紹介した際、コメントを求められる場合あり。
  - お花プレゼント（2016年10月31日 -  ）（不定期） - 普段担当しているアナウンサーの不在時に限り代役で担当。
  - 総合司会（メーンキャスター）代理（2017年11月16日 - 12月7日）- 病気療養の三宅正治に代わり担当。
  - 伊野尾慧のいのお飯（2018年4月 - 2020年3月）- 月・金曜担当となった立本信吾に代わり担当。
  - 総合司会（メーンキャスター）金曜日代理（2023年3月17日・9月1日・2024年3月8日・2025年7月25日） - 休暇・体調不良時の三宅・伊藤に代わり担当。
  - エンタメキャスター（2024年3月21日・22日・25日・2025年3月12日・13日・24日）-エンタメキャスター軽部真一の休暇に伴う代行。なお、21日・25日・2025年3月12日・13日・24日はメーンキャスターと兼務しながら代行し、22日は（通常は、金曜日は、翌日のめざましどようび出演のため不在）金曜日のめざましテレビメーンキャスターと兼務しながら担当した。
  - 三宅卒業時に全編出演。通常ポジションも担当（2024年9月27日）
- おノロケ（2012年4月 - 9月） - MC
- BSフジNEWS（月曜昼担当、2011年10月 - ）
- チャギントン サンデー（ナビゲーター、2011年10月2日 - 2012年12月29日）
- 遅咲きのヒマワリ〜ボクの人生、リニューアル〜 第1話（2012年10月23日）- 兄の斗真演じる小平丈太郎の弟・啓太郎役。
- 知りたがり!（木曜日ナレーション）
- 生田くん、ハイ!（2012年4月 - 2013年3月）
- FNNニュース（2012年12月30日夜・31日朝、2013年1月2日朝）
- COLLEGE×SPORT GREEN GENERATION（2012年11月17日、2013年2月2日ほか） - 司会
- FNNニュース（2013年12月25日夜、2014年1月1日夜）
- プレミアの巣窟（2012年10月10日 - 2016年3月）
- ワイドナショー (2016年10月2日 -　)
  - 10:55 - 11:15の時間帯のナレーション担当。
- FNNニュース（2019年1月1日昼）
- FNN Live News days（2019年7月17日、10月30日 - 11月1日、7日、2022年9月7日、2023年3月15日）奥寺健・野島卓・立本信吾の代理キャスター
- FNNニュース（2019年12月30日昼）
- デジモンアドベンチャー:（2020年4月5日 - 2021年10月3日） - ニュースキャスター 役（声の出演）[21]
- VS魂（2022年1月20日 - 3月） - 天の声(週替わり)
- ガリレオ 禁断の魔術（2022年9月17日） - フロントスタッフ 役
- スポーツ中継（バスケットボール）
- わたしのお嫁くん 第1話(2023年4月12日) - 花見客役